# گابریل روتسالاینن
گابریل روتسالاینن (به فنلاندی: Gabriel Ruotsalainen) (۱۳ مارس ۱۸۹۳ – ۱ ژانویهٔ ۱۹۸۴) دوندهٔ دوهای استقامت و به‌ویژه ماراتن اهل فنلاند بود.
او در ۱۰ سپتامبر ۱۹۲۲ در هلسینکی، بهترین نتیجهٔ جهانیِ ماراتن را با زمانِ ۲ ساعت و ۴۶ دقیقه و ۲۶ ثانیه به‌دست آورد.
روتسالاینن در بازی‌های المپیک ۱۹۲۴ در مادهٔ ماراتن شرکت کرد اما موفق نشد به خط پایان برسد.